# Sierniki (powiat kościański)
Sierniki – wieś w Polsce położona w województwie wielkopolskim, w powiecie kościańskim, w gminie Czempiń.
W okresie Wielkiego Księstwa Poznańskiego (1815-1848) miejscowość wzmiankowana jako Sierniki należała do wsi większych w ówczesnym pruskim powiecie Kosten rejencji poznańskiej. Sierniki należały do okręgu czempińskiego tego powiatu i stanowiły część prywatnego majątku Głuchów, którego właścicielem był wówczas Jaraczewski. Według spisu urzędowego z 1837 roku Sierniki liczyły 184 mieszkańców, którzy zamieszkiwali 17 dymów (domostw).
W latach 1975–1998 miejscowość należała administracyjnie do województwa poznańskiego.